# كارلوس أنطونيو فيريرا دي سوزا
كارلوس أنطونيو فيريرا دي سوزا (28 أبريل 1989 في البرازيل - ) هو لاعب كرة قدم برازيلي في مركز الوسط. لعب مع أتلتيكو غويانيينسي ونادي غواراني وGuarany Sporting Club ‏ ونادي باهيا دي فيرا وأمريكا دي ناتال ‏.

## وصلات خارجية
- كارلوس أنطونيو فيريرا دي سوزا على موقع Soccerway.com (الإنجليزية)